# 路環譚公廟

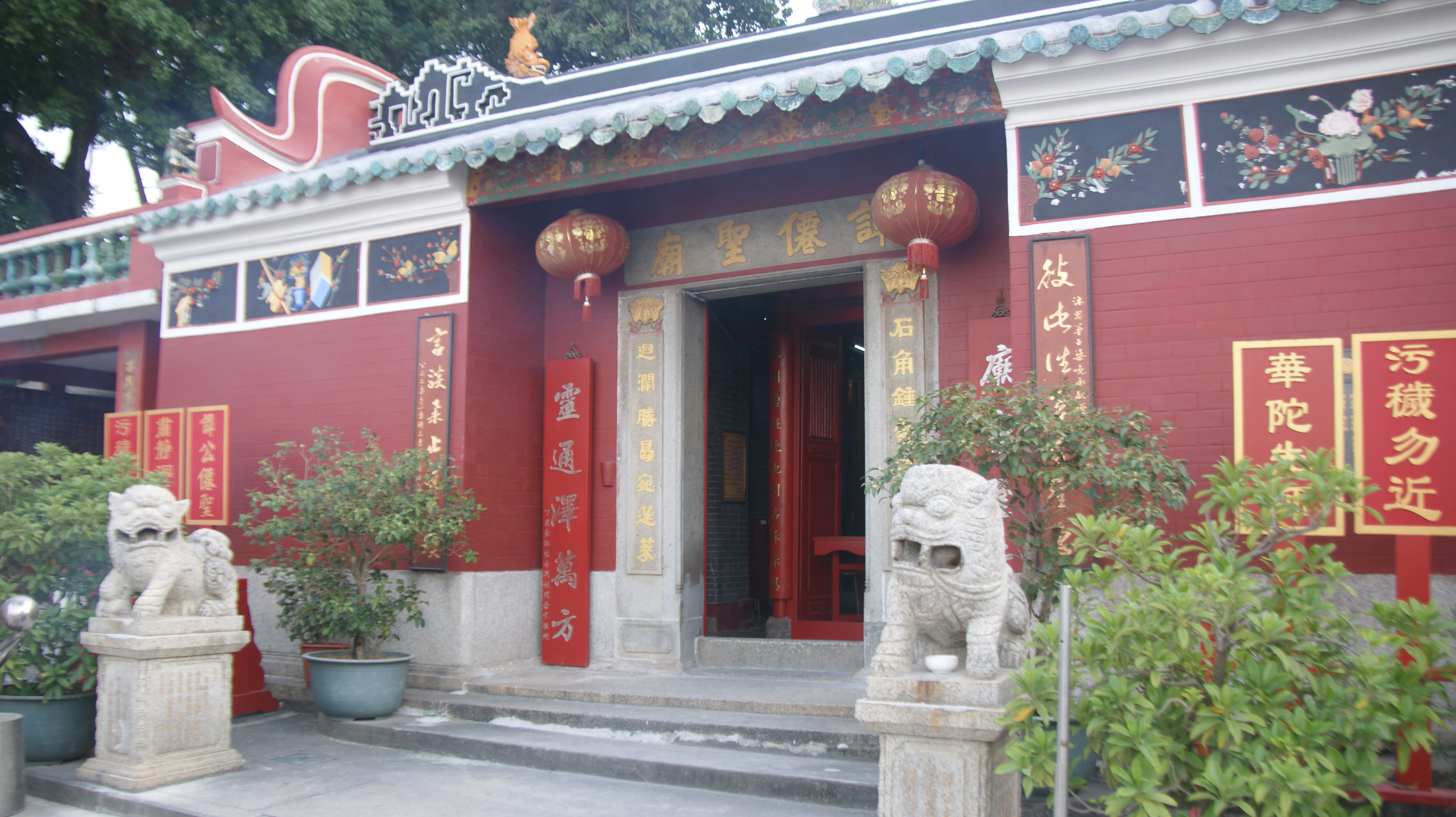
路環譚公廟

路環譚公廟（葡萄牙語：Templo Tam Kong, Marginal de Coloane）位於路環十月初五街南端譚公廟前地，是譚公廟前的一片廣闊空地。它一方瀕臨海濱，與橫琴島隔海相望。該廟建於清同治年間，是路環廟宇中香火最盛的。與觀音古廟、天后古廟和三聖宮合稱為路環四廟。

## 歷史

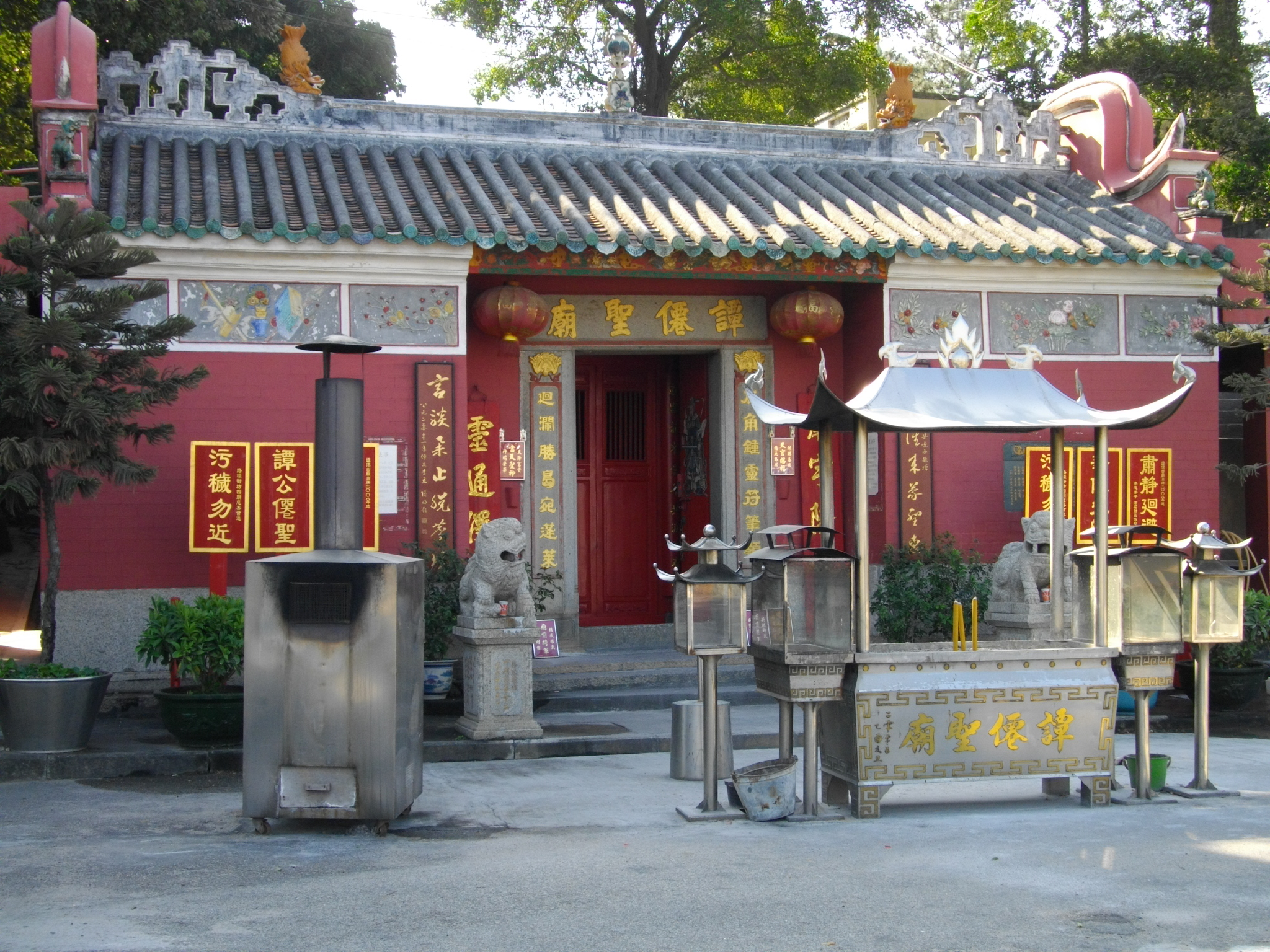
路環譚公廟

譚公廟立於同治元年（1862年），內有古鐘可資證明：『同治元年歲次壬戌仲冬吉旦立，佛山信昌爐造』由盧全興、喜連、全享送贈。譚公被塑造成小童模樣，青春貌美，是比較特別的神祗。譚公廟由漁民所立，故祗奉為水神。廟內還有巨鯨諸種大型水生物遺骨供奉，可證此為漁民之廟。譚公廟建於同治元年，1964年路環街坊四廟慈善會所立“路環譚僊聖廟重修碑記”誌：『本環譚僊聖廟始建于清室同治元年，神恩浩蕩，澤及萬方，惟年久失修，陋且頹矣，自光緒廿三年以來迄今六十有七年，鮮有善信澈底重修者······。』故在是年修重。
 
該廟現存創廟時古物有三，兩件為木匾，一懸於廟內正門內門額上方，『僊哉聖靈』，為同治元年海邑鄭昌利敬送，另一『仙術活人』匾，亦為同治年信眾所送。第三件為古鐘，銘文載『沐恩弟子盧全興······仝敬送······同治元年歲次壬戌仲冬吉旦立佛山信昌爐造』。三件文物，可證明譚公廟始建同治元年（1862年）。

譚公係水神，廣東沿海多有信奉，如香港、惠州俱有廟宇供奉。據說惠州九龍山一神仙，常常變身為小童，向貧民百姓贈衣施藥，助人為樂，此仙天賦異禀，『能知未來，治病如神』。譚公誕為四月初八，每年俱有廟前空地搭台演神功戲賀誕。譚公廟內供奉神像除譚公外，還有張天師、土地公公。

## 建築
路環的譚僊聖廟，俗稱譚公廟，廟內、外，現有碑記兩幀，一幀與廟宇有關，一幀則毫無關係。譚公廟的兩幀碑記，一係現代所刻，是1964年的路環譚仙廟重修碑記，由惠陽葉挺生撰述。另一幀碑文較長，係與譚公廟毫無關係的本地最早的反貪污碑紀之一，是道光七年（公元1827年）所誌刻者，從內文看屬一塊告示式的石碑。譚公廟西側水坭方亭邊有一個神位，立有石碑。

#### 反貪古碑
路環譚公廟側花園涼亭內，有一幀反貪污碑記，這是澳門地區最早的反貪碑記之一。從文中我們可知，道光年間，在珠海九洲附近漁民（碑中“蛋民”）李喜慶、郭旺文、黃叶有廣東按察使處投訴遭到“舟師兵丁”濫索，於是按察司下文禁止貪污之事。此碑原立路環天后古廟附近，十多年前才遷至譚公廟